# Дуфф Неистовый
Дуфф Неистовый (гэльск. Dub mac Maíl Coluim, англ. Dub, умер в 967) — король Альбы (Шотландии) (962—967), сын короля Малькольма I.

## Биография
Разбив при Данкрабе сторонников Кулена, Дуффу удалось занять престол Шотландии и удерживать его в течение нескольких лет. Король страдал какой-то болезнью, мешавшей ему длительное время управлять делами государства, что привело к смутам и мятежам. Однако, вернувшись к делам, Дуфф сурово расправился с мятежниками, несмотря на то, что среди них были родственники его жены.
В 967 году во время поездки в Форрес Дуфф был схвачен людьми Кулена и убит. На следующий день его тело, заваленное кусками торфа, было найдено в какой-то канаве и впоследствии захоронено на острове Иона. Считается, что место гибели Дуффа отмечено археологическим памятником, камнем Суэно, воздвигнутым Кеннетом II, братом Дуффа.